# Vängelälven
Vängelälven är en så kallad bifurkation (Sveriges största näst efter Tärendöälven), som flyter mellan Faxälven och Fjällsjöälven i Ångermanälvens avrinningsområde. Den lämnar Faxälven mellan byn Täxan och byn Sporrsjönäs några mil söder om Strömsund och lämnar över sitt vatten till Fjällsjöälven mellan Norrånäs och Stenviksstrand några mil söder om Backe. Längden är drygt två mil. 
Fjällsjöälven fortsätter fram till Ångermanälven och förenas med den vid Åkvisslan cirka en mil norr om Ådalsliden. 
Faxälven förenas med Ångermanälven strax norr om Sollefteå.

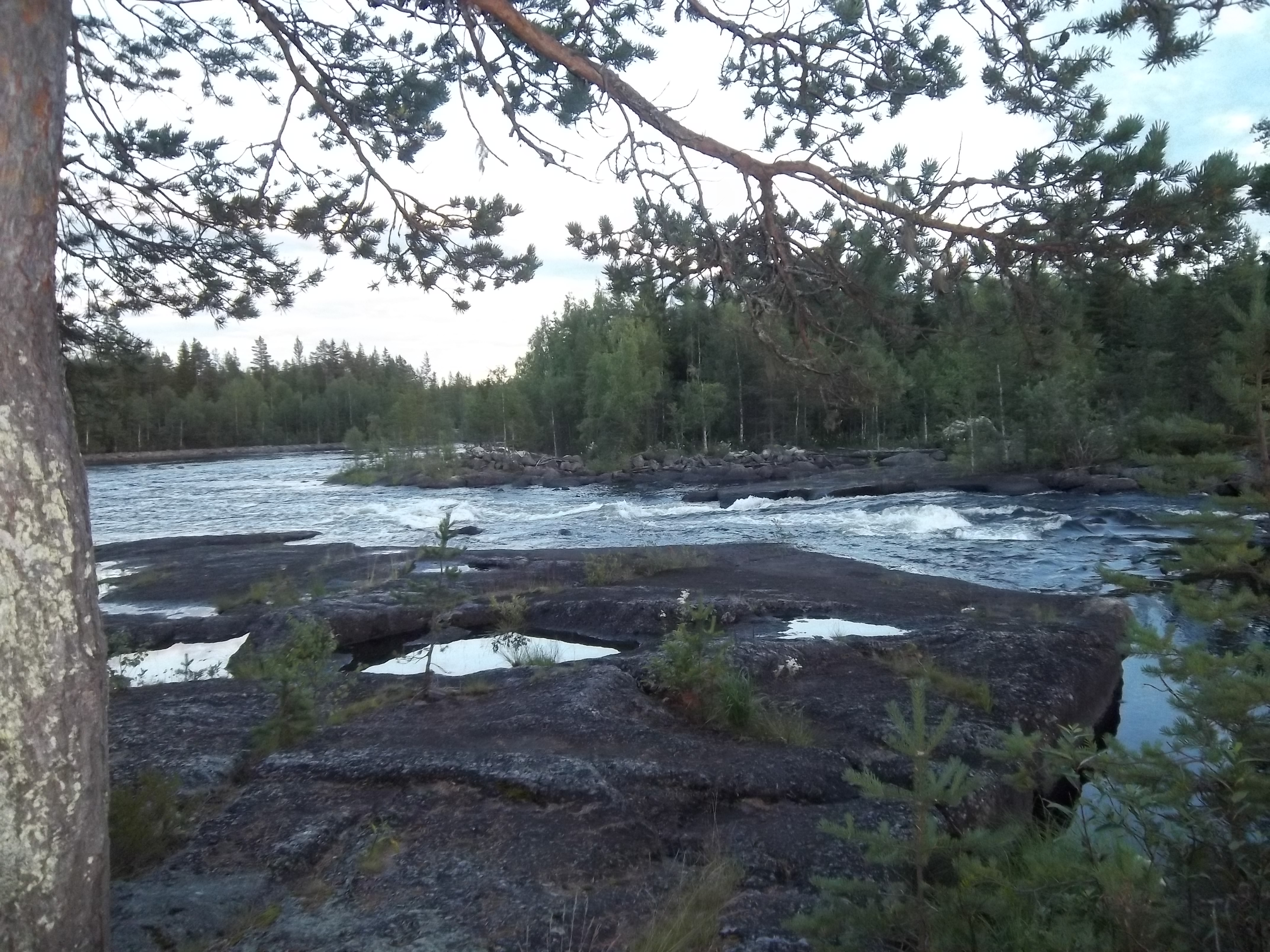
Vängelälven uppströms Forsås